# Доналд Тарди
Доналд Тарди (роден на 28 януари 1970) е американски музикант, барабанист, по-известен с участието си в дет метъл бандата Obituary. Неговият по-голям брат Джон Тарди, е вокалист на същата група. Доналд свири още на бас китара и електрическа китара. Той и останалите от Obituary имат организация за закрила на котките.

## Дискография

### Obituary
- Slowly We Rot – (1989)
- Cause of Death – (1990)
- The End Complete – (1992)
- World Demise – (1994)
- Back from the Dead – (1997)
- Frozen in Time – (2005)
- Xecutioner's Return – (2007)
- Darkest Day – (2009)
- Inked in Blood – (2014)
- Obituary – (2017)